# بريندا سكوت
بريندا سكوت (بالإنجليزية: Brenda Scott)‏ هي ممثلة أمريكية، ولدت في 15 مارس 1943 في الولايات المتحدة.

## وصلات خارجية
- بريندا سكوت على موقع IMDb (الإنجليزية)
- بريندا سكوت على موقع قاعدة بيانات الفيلم (الإنجليزية)